# Martin Kähler
Karl Martin August Kähler, conosciuto come Martin Kähler (Neuhausen, 6 gennaio 1835 – Freudenstadt, 7 settembre 1912), è stato un teologo e biblista tedesco.

## Formazione e carriera
Nato a Neuhausen (ora Gur'evsk) vicino Königsberg, Kahler studiò diritto per un semestre a Könisberg, poi cambiò indirizzo di studi e studiò teologia evangelica all'Università di Heidelberg e all'Università di Halle, completando gli studi biblici con un semestre all'Università di Tubinga. Nel 1860 conseguì l'abilitazione all'Università di Halle, diventando libero docente. Nel 1864 divenne professore straordinario all’Università di Bonn e nel 1867 si trasferì come professore straordinario all’Università di Halle. Nel 1878 diventò professore ordinario all'Università di Halle, dove trascorse il resto della sua carriera accademica. Morì a Freudenstadt. Kahler ha scritto diverse opere, ma è ricordato soprattutto per Die Wissenschaft der christlichen Lehre von dem evangelischen Grundartikel aus (L’essenza della dottrina cristiana), Der sogenannte historische Jesus und der geschichtliche, biblische Christus (Il cosiddetto Gesù storico e il Cristo della storia biblica) e Theologe und Christ. Erinnerungen und Bekenntnisse von Martin Kähler (Teologo e cristiano. Ricordi e confessioni di Martin Kahler), un’autobiografia pubblicata a cura della figlia Anna Kahler.

## Opere
- Sententiarum quae de conscientia ediderint theologi per ecclesiae secula florentes brevis enarratio Dissertation, 1860
- Paulus, der Jünger und Bote Jesu von Nazareth. Ein Lebens- und Charakterbild. 1862
- Die schriftgemäße Lehre vom Gewissen. 1864
- Die starken Wurzeln unserer Kraft. Betrachtungen über die Begründung des Deutschen Kaiserreiches und seine erste Krise. 1872
- D. August Tholuck, geboren den 30. März 1799, heimgegangen den 10. Juni 1877. Ein Lebensabriß. Halle 1877
- Julius Müller, der Hallische Dogmatiker. 1878
- Das Gewissen. Ethische Untersuchung. Die Entwicklung seiner Namen und seines Begriffes. 1878 (Nachdruck Darmstadt, Wissenschaftliche Buchgesellschaft, 1967)
- Die Wissenschaft der christlichen Lehre von dem evangelischen Grundartikel aus. 1883
- Der sogenannte historische Jesus und der geschichtliche, biblische Christus. 1892; neu hg. v. Ernst Wolf (=Theologische Bücherei. Neudrucke und Berichte aus dem 20. Jahrhundert 2), 2. erw. Aufl., München (Chr. Kaiser) 1956; neu hg. und mit einem Nachwort versehen von Sebastian Moll, Berlin (Berlin University Press), 2013
- Dogmatische Zeitfragen. Alte und neue Ausführungen zur Wissenschaft der christlichen Lehre.

1. Heft. Leipzig 1898
2. Heft: Zur Lehre von der Versöhnung. Leipzig 1898
2. Band: Angewandte Dogmen, Leipzig 1908
3. Band: Zeit und Ewigkeit, Leipzig 1913
- Theologe und Christ. Erinnerungen und Bekenntnisse von Martin Kähler, hrsg. v. Anna Kähler, Berlin 1926
- Wiedergeboren durch die Auferstehung Jesu Christi, hrsg. v. Martin Fischer, Neukirchen-Vluyn 1960
- Geschichte der protestantischen Dogmatik im 19. Jahrhundert. 2. erw. Auflage, R. Brockhaus, Wuppertal/Zürich 1989, ISBN 3-417-29343-X.
- Aufsätze zur Bibelfrage. (=Theologische Bücherei. Neudrucke und Berichte aus dem 20. Jahrhundert 37), München 1967
- Schriften zu Christologie und Mission. (=Theologische Bücherei. Neudrucke und Berichte aus dem 20. Jahrhundert 42), München 1971